# Championnat d'Irlande de football américain
Le championnat d'Irlande de football américain est une compétition amatrice de ce sport organisée depuis 1986 par la Irish American Football Association (en).
Le championnat se déroule du mois de mars au mois d'août. La saison régulière détermine les quatre meilleures équipes participant aux demi-finales. Les deux vainqueurs se rencontrent en finale, laquelle porte le nom de Shamrock Bowl.

## Organisation en cours

### Shamrock Bowl Conference
La Shamrock Bowl Conference constitue la première division irlandaise et est composée des clubs suivants (en 2025) :
- Belfast Knights ;
- Belfast Trojans ;
- Cork Admirals ;
- Craigavon Cowboys ;
- Dublin Rebels ;
- South Dublin Panthers ;
- Dublin University College Sentinels ;
- University of Limerick Vikings.

### L'IAFL1 Conference
La conférence IAFL1 composée de huit équipes constitue la seconde division irlandaise.
Le champion d'IAFL1 monte en Shamrock Bowl Conference, remplacé par le dernier de cette conférence.
- Causeway Giants ;
- County Antrim Stags
- Donegal / Derry Vipers
- Cill Dara Crusaders
- West Dublin Rhinos
- Louth Mavericks
- Westmeath Minotaurs
- Wexford Eagles

## Palmarès
| Date (par année) | Édition                                                                                                 | Vainqueur                                                                                               | Score                                                                                                   | Finaliste                                                                                               |
| ---------------- | --- | --- | --- | --- |
| 1986             | I | Craigavon Cowboys                                                                                       | 06 - 0                                                                                                  | Dublin Celts                                                                                            |
| 1987             | II | Dublin Celts                                                                                            | 43 - 25                                                                                                 | Craigavon Cowboys                                                                                       |
| 1988             | III | Dublin Celts                                                                                            | 34 - 06                                                                                                 | Belfast Blitzers                                                                                        |
| 1989             | IV | Dublin Celts                                                                                            | 07 - 06                                                                                                 | Antrim Bulldogs                                                                                         |
| 1990             | V | Craigavon Cowboys                                                                                       | 54 -03                                                                                                  | Belfast Spartans                                                                                        |
| 1991             | VI | Dublin Celts                                                                                            | 44 - 0                                                                                                  | Antrim Bulldogs                                                                                         |
| 1992             | VII | Craigavon Cowboys                                                                                       | 14 - 06                                                                                                 | Antrim Bulldogs                                                                                         |
| 1993             | VIII | Dublin Tornadoes                                                                                        | 22 - 02                                                                                                 | Dublin Celts                                                                                            |
| 1994             | IX | Dublin Tornadoes                                                                                        | 21 - 15                                                                                                 | Carrickfergus Knights                                                                                   |
| 1995             | X | Dublin Tornadoes                                                                                        | 44 - 12                                                                                                 | Carrickfergus Knights                                                                                   |
| 1996             | XI | Dublin Lightning                                                                                        | 26 - 08                                                                                                 | Dublin Tornadoes                                                                                        |
| 1997             | XII | Carrickfergus Knights                                                                                   | 21 - 0                                                                                                  | Dublin Bulls                                                                                            |
| 1998             | XIII | Carrickfergus Knights                                                                                   | 22 - 14                                                                                                 | Dublin Tigers                                                                                           |
| 1999             | XIV | Dublin Tigers                                                                                           | 22 - 06                                                                                                 | Carrickfergus Knights                                                                                   |
| 2000             | championnat non disputé pour cause de restructuration de la Fédération irlandaise de football américain | championnat non disputé pour cause de restructuration de la Fédération irlandaise de football américain | championnat non disputé pour cause de restructuration de la Fédération irlandaise de football américain | championnat non disputé pour cause de restructuration de la Fédération irlandaise de football américain |
| 2001             | XV | Dublin Rebels                                                                                           | 28 - 07                                                                                                 | Carrickfergus Knights                                                                                   |
| 2002             | XVI | Carrickfergus Knights                                                                                   | 66 - 0                                                                                                  | UL Vikings AFC                                                                                          |
| 2003             | XVII | Dublin Rebels                                                                                           | 24 - 12                                                                                                 | Carrickfergus Knights                                                                                   |
| 2004             | XVIII                                                                                                   | Dublin Rebels                                                                                           | 24 - 22                                                                                                 | Carrickfergus Knights                                                                                   |
| 2005             | XIX | Dublin Rebels                                                                                           | 26 - 19                                                                                                 | Belfast Bulls                                                                                           |
| 20 août 2006     | XX | Dublin Rebels                                                                                           | 44 - 12                                                                                                 | UL Vikings AFC                                                                                          |
| 29 juillet 2007  | XXI | UL Vikings AFC                                                                                          | 22 - 14                                                                                                 | Cork Admirals                                                                                           |
| 10 août 2008     | XXII | UL Vikings AFC                                                                                          | 14 - 12                                                                                                 | Dublin Rebels                                                                                           |
| 9 août 2009      | XXIII                                                                                                   | UL Vikings AFC                                                                                          | 9a.p.6                                                                                                  | Dublin Rebels                                                                                           |
| 7 août 2010      | XXIV | Dublin Rebels                                                                                           | 15 - 0                                                                                                  | UL Vikings AFC                                                                                          |
| 31 juillet 2011  | XXV | Dublin Rebels                                                                                           | 14 - 13                                                                                                 | UL Vikings AFC                                                                                          |
| 14 juillet 2012  | XXVI | Belfast Trojans                                                                                         | 16 - 14                                                                                                 | UL Vikings AFC                                                                                          |
| 20 juillet 2013  | XXVII                                                                                                   | Belfast Trojans                                                                                         | 48 - 18                                                                                                 | Dublin Rebels                                                                                           |
| 10 août 2014     | XXVIII                                                                                                  | Belfast Trojans                                                                                         | 07 - 0                                                                                                  | Trinity College Dublin                                                                                  |
| 9 août 2015      | XXIX | Belfast Trojans                                                                                         | 28 - 14                                                                                                 | Trinity College Dublin                                                                                  |
| 7 août 2016      | XXXe | Dublin Rebels                                                                                           | 12 - 07                                                                                                 | Belfast Trojans                                                                                         |
| 13 août 2017     | XXXI | Dublin Rebels                                                                                           | 12 - 06                                                                                                 | Carrickfergus Knights                                                                                   |
| 19 août 2018     | XXXII                                                                                                   | Cork Admirals                                                                                           | 18 - 16                                                                                                 | Dublin Rebels                                                                                           |
| 4 août 2019      | XXXIII                                                                                                  | Belfast Trojans                                                                                         | 21 - 10                                                                                                 | South Dublin Panthers                                                                                   |
| 2020             | Saison annulée à la suite de la pandémie de Covid-19                                                    | Saison annulée à la suite de la pandémie de Covid-19                                                    | Saison annulée à la suite de la pandémie de Covid-19                                                    | Saison annulée à la suite de la pandémie de Covid-19                                                    |
| 2021             | Saison annulée à la suite de la pandémie de Covid-19                                                    | Saison annulée à la suite de la pandémie de Covid-19                                                    | Saison annulée à la suite de la pandémie de Covid-19                                                    | Saison annulée à la suite de la pandémie de Covid-19                                                    |
| 8 août 2022      | XXXIV                                                                                                   | Dublin UC Sentinels                                                                                     | 52 - 24                                                                                                 | Dublin Rebels                                                                                           |
| 16 juillet 2023  | XXXV | Dublin Rebels                                                                                           | 40 - 34                                                                                                 | Dublin UC Sentinels                                                                                     |
| 27 juillet 2024  | XXXVI                                                                                                   | Dublin UC Sentinels                                                                                     | 36 - 14                                                                                                 | Dublin Rebels                                                                                           |

### Tableau d'honneur
|    | Club                  | Nombre de titres | Dernier titre | Nombre de finales perdues | Dernière défaite en finale |
| -- | --------------------- | ---------------- | ------------- | ------------------------- | -------------------------- |
| 1  | Dublin Rebels         | 10               | 2023          | 4                         | 2024                       |
| 2  | Belfast Trojans       | 5                | 2019          | 1                         | 2016                       |
| 3  | Dublin Celts          | 4                | 1991          | 2                         | 1993                       |
| 4  | Carrickfergus Knights | 3                | 2002          | 7                         | 2017                       |
| 5  | UL Vikings AFC        | 3                | 2009          | 5                         | 2012                       |
| 6  | Craigavon Cowboys     | 3                | 1992          | 1                         | 1987                       |
| -  | Dublin Tornadoes      | 3                | 1995          | 1                         | 1996                       |
| 8  | Dublin UC Sentinels   | 2                | 2024          | 1                         | 2023                       |
| 9  | Dublin Tigers         | 1                | 1999          | 1                         | 1998                       |
| -  | Cork Admirals         | 1                | 2018          | 1                         | 2007                       |
| 11 | Dublin Lightning      | 1                | 1996          | 0                         | -                          |